# Гроус Појнт Парк (Мичиген)
Гроус Појнт Парк (енгл. Grosse Pointe Park) град је у америчкој савезној држави Мичиген. По попису становништва из 2010. у њему је живело 11.555 становника.

## Демографија
Према попису становништва из 2010. у граду је живело 11.555 становника, што је 888 (7,1%) становника мање него 2000. године.
| Група             | 2000.          | 2010.         |
| Белци             | 11.345 (91,2%) | 9.596 (83,0%) |
| Афроамериканци    | 367 (2,9%)     | 1.219 (10,5%) |
| Азијати           | 226 (1,8%)     | 210 (1,8%)    |
| Хиспаноамериканци | 217 (1,7%)     | 291 (2,5%)    |
| Укупно            | 12.443         | 11.555        |